# هاپکینتون (آیووا)
هاپکینتون (به انگلیسی: Hopkinton) شهری در ایالت آیووا کشور ایالات متحده آمریکا است که جمعیت آن در سرشماری سال ۲۰۱۰ میلادی، ۶۲۸ نفر بوده‌است.